# Kreba
Kreba, obersorbisch Chrjebja, ist der Hauptort der ostsächsischen Gemeinde Kreba-Neudorf im Landkreis Görlitz in der Oberlausitz. Er zählt zum sorbischen Siedlungsgebiet.

## Geographie
Das Gassengruppendorf liegt im Biosphärenreservat Oberlausitzer Heide- und Teichlandschaft am rechten Ufer des Schwarzen Schöps. Das Dorf ist von mehreren Teichgruppen umgeben, die zur Fischzucht (v. a. Spiegelkarpfen) genutzt werden.
Umliegende Orte sind die zur Gemeinde gehörenden Ortsteile Tschernske im Nordosten, Lache im Osten und Neudorf im Süden. Im Westen liegt der Boxberger Ortsteil Klein-Radisch, im Norden Reichwalde. Einige Kilometer nordöstlich liegt der ehemalige Krebaer und nun zu Kosel gehörende Ort Zedlig.
Einige Kilometer südlich verläuft die Bahnstrecke Węgliniec–Roßlau, deren nächste Personenbahnhöfe im westlichen Klitten, im südlichen Mücka und im südöstlichen Petershain liegen.

## Geschichte

### Ortsgeschichte
Urkundlich erstmals erwähnt wurde Koschan de Crobe 1391 in einem Görlitzer Stadtbuch. Das Dorf muss zu dieser Zeit bereits recht groß gewesen sein, denn am Pfingstsonntag 1490 wurde in Prag durch den obersten Lehnsherrn, dem böhmischen König Wladislaus, Kreba das Recht eingeräumt, mittwochs Wochenmärkte abzuhalten.
Die Grundherrschaft über das Dorf übte die Herrschaft Baruth aus, deren Erbteilung vom Ostersonntag 1519 im Jahr 1521 vollzogen wurde. Das Rittergut Kreba, noch bis 1618 im Besitz derer von Gersdorff, wurde in den folgenden Jahrhunderten und durch einige Besitzerwechsel Sitz der Herrschaft Kreba, zu der Anfang des 20. Jahrhunderts die Güter und Vorwerke Kreba, Tschernske, Mücka, Neuliebel, Zedlig, Hammerstadt mit Linda und Niederkosel mit insgesamt rund 42 km² Ländereien gehörten.

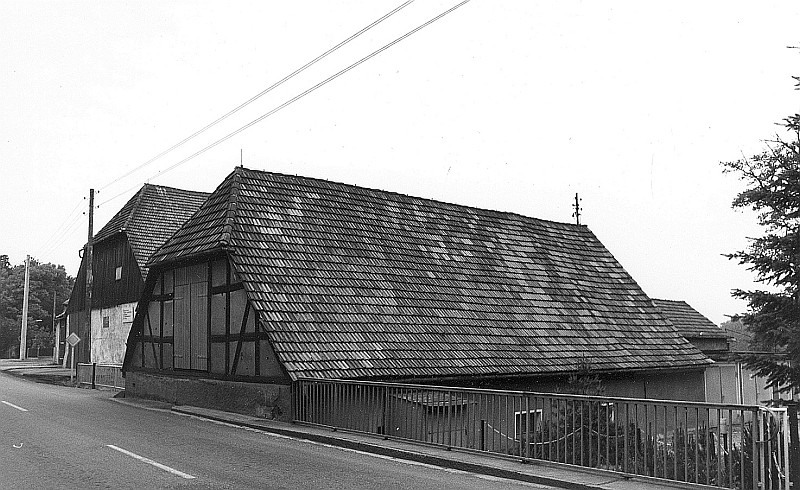
Gebäude des ehemaligen Hammerwerks (1989)

Die Gründung des Krebaer Eisenhammers erfolgte vor dem Jahr 1400, denn schon 1409 beglich der Hammermeister von der Krobe seine Schulden gegenüber dem Steingräber Hans Semesch. Das Krebaer Rittergut erhielt das Recht, auf allen damals zur Herrschaft zählenden Gütern Raseneisenstein zu gewinnen, wodurch das Hammerwerk recht produktiv war. Im Jahr 1855 wurde der Betrieb des Werkes eingestellt.
Schon früh wurde Kreba reformiert. Der erste evangelische Pfarrer war 1540 der Muskauer Petrus Sutorius, der durch Martin Luther persönlich ordiniert worden sein soll. Etwa auch in dieser Zeit dürfte es bereits den ersten Schulunterricht gegeben haben.

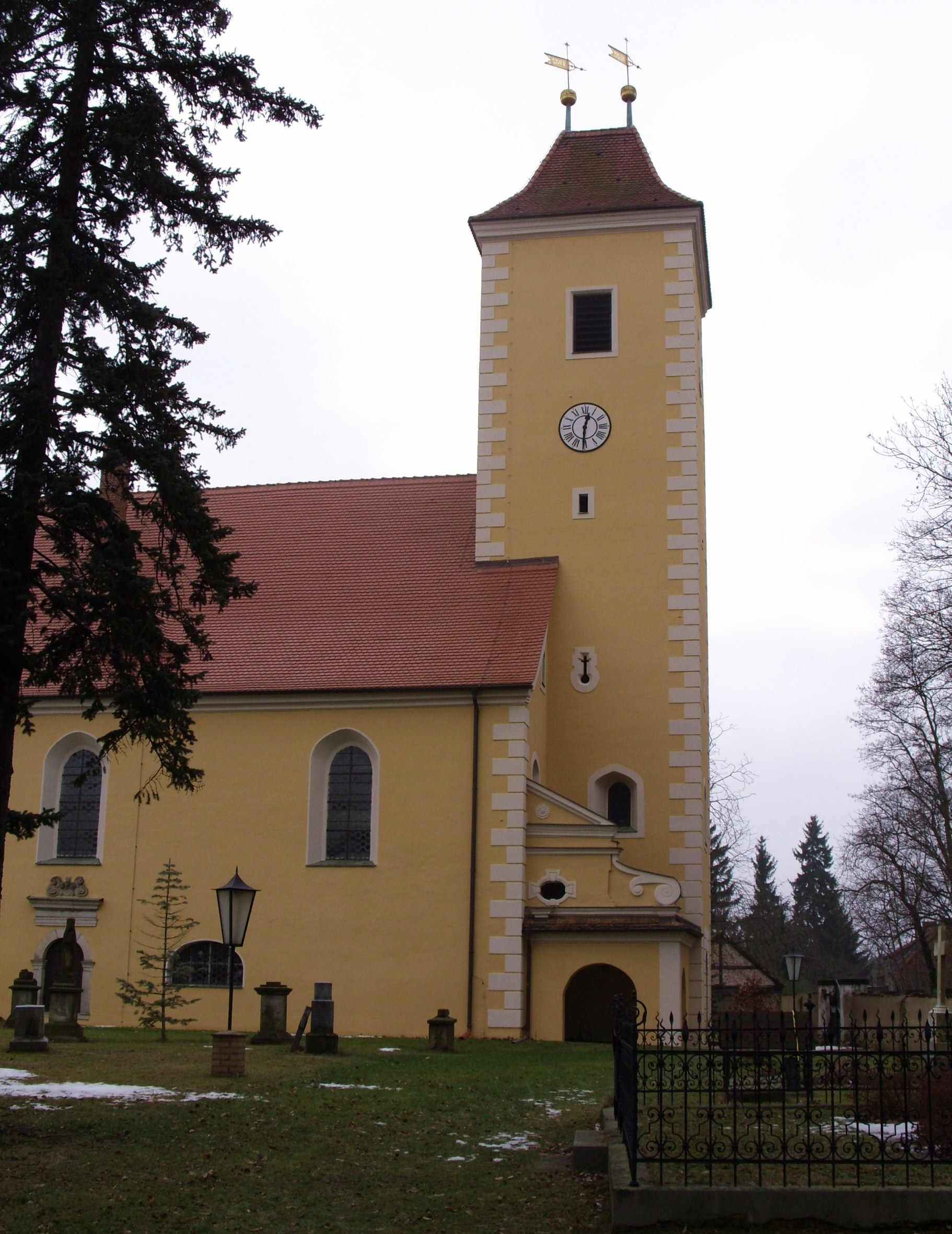
Krebaer Kirche aus dem Jahr 1685

Während in der ersten Hälfte des 17. Jahrhunderts der Dreißigjährige Krieg (1618–1648) und die Pest im Jahr 1634 ihre Spuren hinterließen, waren es gegen Ende des Jahrhunderts mehrere Brände. Die Schule brannte 1672 ab, neun Jahre später brannte auch die 1625 neu erbaute Kirche nieder. Bis 1685 wurde eine neue Kirche mit Turm errichtet. Bereits 1705 brannte das Schulgebäude erneut ab.
Das Hammerwerk wurde 1721 zu einem Eisenhüttenwerk mit Hochofen ausgebaut, das noch bis in die sechziger Jahre des folgenden Jahrhunderts in Betrieb war. Um 1750 wurde auf dem Gutshof ein Herrenhaus (Schloss Kreba) erbaut, das durch mehrmalige Um- und Ausbauten sein heutiges Aussehen erhielt.
Im Jahr 1789 wurde für Kreba die Schulpflicht verkündet. 1828 wurde ein neues Schulgebäude gebaut, das bis 1892 auch von den Mückaer Schülern besucht wurde.
Kreba lag nach dem Wiener Kongress in dem Teil der Oberlausitz, der 1815 nach der Teilung des Königreiches Sachsen an Preußen fiel. Im Folgejahr wurde die Gemeinde dem Landkreis Rothenburg (Ob. Laus.) eingegliedert. In der Mitte jenes Jahrhunderts stellten Sorben etwa die Hälfte der Bevölkerung. Trotz Germanisierungsbestrebungen in der Oberlausitz seitens der preußischen Behörden wurden in der Krebaer Kirche neben den deutschen noch bis in die 1920er Jahre sorbische Gottesdienste abgehalten. 1921 wurde auf Antrag der Eltern sogar sorbischer Lese- und Schreibunterricht eingeführt, nachdem ein Erlass dies auch in Preußen – zusätzlich, freiwillig und auf Kosten der jeweiligen Gemeinde – ermöglicht hatte. Dieser musste jedoch schon nach wenigen Wochen wieder abgebrochen werden, da der Lehrer die zusätzlichen Stunden nicht bewältigen konnte.
Während der Zeit des Nationalsozialismus erhielt Kreba 1936 den germanisierten Ortsnamen Heideanger. 1938 wurde die Nachbargemeinde Hirschwalde (vormals Zschernske, später Tschernske) eingegliedert.
In den letzten Wochen des Zweiten Weltkriegs im April 1945 wurden die Schule und etwa zwei Drittel der Wohn- und Nebengebäude in Kreba zerstört, zudem starben 65 Soldaten bei Kampfhandlungen.
1947 erhielten Kreba und Tschernske ihre alten Namen zurück, wobei Tschernske eine aktualisierte Namensschreibweise mit T- statt Z- erhielt.
Die seit 1945 wieder sächsische Gemeinde kam durch die Verwaltungsreform von 1952 zum Kreis Niesky. Fünf Jahre später wurden die Ortsteile Zedlig und Neu-Kreba nach Kosel umgemeindet. Am 1. Januar 1973 erfolgte der Zusammenschluss mit Neudorf zu Kreba-Neudorf.
Nach der Wende wurde die örtliche Kartoffelverarbeitungsanlage durch Bahlsen übernommen, ausgebaut und 1996 auf Nussverarbeitung umgestellt. Das Werk ist der größte Arbeitgeber im Ort und gehört inzwischen The Lorenz Bahlsen Snack-World. Ein weiterer wirtschaftlich wichtiger Betrieb des Ortes ist die Teichwirtschaft Kreba, die in den Krebaer Teichgebieten jährlich mehrere Tonnen Speisefische züchtet.
Zur Kirchgemeinde, zu der neben den Orten der Gemeinde Kreba-Neudorf auch der östlich des Schwarzen Schöps liegende Teil von Mücka gehört, kam 1998 der westliche Teil Mückas hinzu.

### Bevölkerungsentwicklung
| Jahr                     | Einwohner |
| ------------------------ | --------- |
| 1825                     | 529       |
| 1863                     | 618       |
| 1871                     | 741       |
| 1885                     | 654       |
| 1905                     | 684 778   |
| 1925                     | 761       |
| 1939                     | 1005      |
| 1946                     | 945       |
| 1950                     | 967       |
| 1964                     | 845       |
| 1971                     | 843       |
| 2002                     | 737       |
| 2012                     | 624       |
| kursiv: Kreba mit Zedlig |           |

Im Jahr 1777 wirtschafteten in Kreba 5 besessene Mann, 8 Gärtner und 29 Häusler. Zudem gab es Arbeiterwohnungen beim Hammerwerk.
Die Einwohnerzahl wuchs im Verlauf des 19. Jahrhunderts von 529 im Jahr 1825 um rund ein Fünftel auf 684 im Jahr 1905. Bei der Zählung im Mai 1939 hatte Kreba durch die Eingemeindung von Tschernske (1937: 205 Einwohner) 1005 Einwohner. Dieser Stand konnte in der Nachkriegszeit trotz kurzzeitigem Wachstums nicht mehr erreicht werden, so dass die Zahl von 1950 bis 1971 um rund 130 und bis zur Jahrtausendwende um weitere 100 Einwohner sank.

### Ortsname
Der deutsche Ortsname wurde 1409 und 1415 als Crobe sowie 1419, 1422 und 1429 als Kroͤbe urkundlich überliefert. 1453 bezog man sich uf der Crebischin heyden, jedoch wurde der Name bei der Verleihung des Marktrechts 1490 wieder Crobe geschrieben. Danach erfolgte die Entwicklung über Crebe (1511), Krobaw (1537) und Kroebaw (1658) hin zu Creba (1768). Die dauerhafte Schreibweise mit K- kam erst gegen Ende des 19. oder Anfang des 20. Jahrhunderts auf.
Der sorbische Ortsname ist 1767 in Christian Knauthes Kirchgeschichtsbuch der Sorben als Krebja vermutlich erstmals schriftlich überliefert. Spätere Formen sind Kŕebja (1843) und Krjebja (1885). Die amtliche Form Chrjebja ist jüngeren Datums.
Die sorbische Namensform leitet sich vermutlich von der deutschen ab, die wohl auf das altsorbische kroba ‘Schachtel, geflochtenes Holz’ zurückgeht und einen Fischkorb oder Fischfang am Schwarzen Schöps bezeichnete. Auch die Ableitung von einem Personennamen ist nicht auszuschließen.

## Persönlichkeiten
In Kreba wuchs der Pfarrerssohn und spätere Zeichner Heinrich Theodor Wehle (sorbisch Hendrich Božidar Wjela; 1778–1805) auf. In einigen seiner frühen Werke verarbeitete er unter anderem Landschaftseindrücke aus der Umgebung von Kreba.